# Chauliodus vasnetzovi
A Chauliodus vasnetzovi a csontos halak (Osteichthyes) főosztályának sugarasúszójú halak (Actinopterygii) osztályába, ezen belül a nagyszájúhal-alakúak (Stomiiformes) rendjébe és a mélytengeri viperahalfélék (Stomiidae) családjába tartozó faj.

## Előfordulása
A Chauliodus vasnetzovi elterjedési területe a Csendes-óceán délkeleti része, Chile vizeiben.

## Megjelenése
Hossza elérheti a 23,5 centimétert.

## Életmódja
Mélytengeri halfaj, amely 500 méteres mélységben él.